# Toverit Helsinki
El Toverit Helsinki fue un equipo de fútbol de Finlandia que alguna vez jugó en la Veikkausliiga, la primera división de fútbol en el país.

## Historia
Fue fundado en el año 1916 en la capital Helsinki como un club multideportivo que incluía secciones en otros deportes como hockey sobre hielo, boxeo, orientación, atletismo, salto de esquí y béisbol.
El club ganó la Veikkausliiga en 1942 en una competición caracterizada por haberse celebrado después de la continuación de la Guerra de Invierno, y en tres ocasiones terminó en tercer lugar de la máxima categoría.
El club militó en 8 temporadas de la Veikkausliiga en donde jugó más de 100 partidos de liga, anotando 211 goles y recibió 232, hasta que en 1962 la institución decide cerrar operaciones y desaparece.

## Palmarés
- Veikkausliiga: 1

1942
- Maakuntasarja: 1

1958